# حسين علي محمد خيران
حسين علي محمد خيران (ولد. 1918 م) ضابط عسكري يمني، ولد في قرية زندان بمديرية أرحب بمحافظة صنعاء، عمل عام 1968م نائبًا لرئيس الأركان للشئون العسكرية، ثم مديرًا للعمليات، وعضو مجلس الدفاع خلال حصار السبعين الذي فرضته القوات الملكية على صنعاء، وفي عام 1970م تعيّن مديرًا لشئون الضباط، وفي عام 1972م مديرًا للكلية الحربية، وفي عام 1980م قائدًا لسلاح المشاة حتى 1984م، ثم مدرسًا في كلية القيادة والأركان حتى عام 2003م، ثم أحيل إلى التقاعد.

## حياته وتعليمه
التحق بالكلية الحربية بصنعاء، وتخرج منها ضمن دفعة الرائد علي عبد المغني، ثم حصل على درجة الماجستير في العلوم العسكرية من كلية القيادة والأركان في القاهرة.